# كانتون بالاو
كانتون بالاو (بالإنجليزية: Balao Canton)‏ هو كانتون في الإكوادور، يتبع بالاو ‏، ومقاطعة غاياس. بلغ عدد سكانها في تعداد عام 2001 17,262 نسمة.

## السكان
المجموعات العرقية اعتبارًا من التعداد الإكوادوري لعام 2010:
| العرقية               | النسبة |
| --------------------- | ------ |
| ميستيثو               | 77.7%  |
| الإكوادوريون الأفارقة | 9.6%   |
| مونتوبيو              | 6.3%   |
| اللاتينيون            | 5.4%   |
| السكان الأصليون       | 0.6%   |
| أخرى                  | 0.4%   |